# Broxton (Georgie)
Bluffton je město v Coffee County, v Georgii, ve Spojených státech amerických. V roce 2011 žilo ve městě 1188 obyvatel.

## Demografie
Podle sčítání lidí v roce 2000 žilo ve městě 1428 obyvatel, 527 domácností a 363 rodin. V roce 2011 žilo ve městě 563 mužů (47,4%), a 625 žen (52,6%). Průměrný věk obyvatele je 39 let.